# Tiwag
Die Tiwag, Eigenbezeichnung TIWAG-Tiroler Wasserkraft AG ist eine Stromerzeugungs- und Vertriebsgesellschaft mit Sitz in Innsbruck und das größte Energieversorgungsunternehmen in Tirol. Die Tiwag ist zu 100 Prozent im Besitz des Landes Tirol. Im Jahr 2005 erzielte der Konzern erstmals einen Umsatz von einer Milliarde Euro.
Das Unternehmen produziert den Strom überwiegend durch Wasserkraft in neun großen und mittleren Kraftwerken (über 10 MW Ausbauleistung) sowie zahlreichen Kleinwasserkraftwerken. Neben 7 großen und 26 kleinen Laufkraftwerken, drei Speicherkraftwerken (Unterstufe Kraftwerksgruppe Sellrain-Silz, KW Achensee und KW Kaunertal) verfügt die Tiwag mit dem Kraftwerk Kühtai (Oberstufe Kraftwerksgruppe Sellrain-Silz) auch über ein Pumpspeicherkraftwerk, das zur Erbringung von Systemdienstleistungen für Übertragungsnetze verwendet wird. Im Jahr 2023 wurden 3.499 GWh Strom erzeugt und 12.412 GWh abgesetzt.

## Geschichte

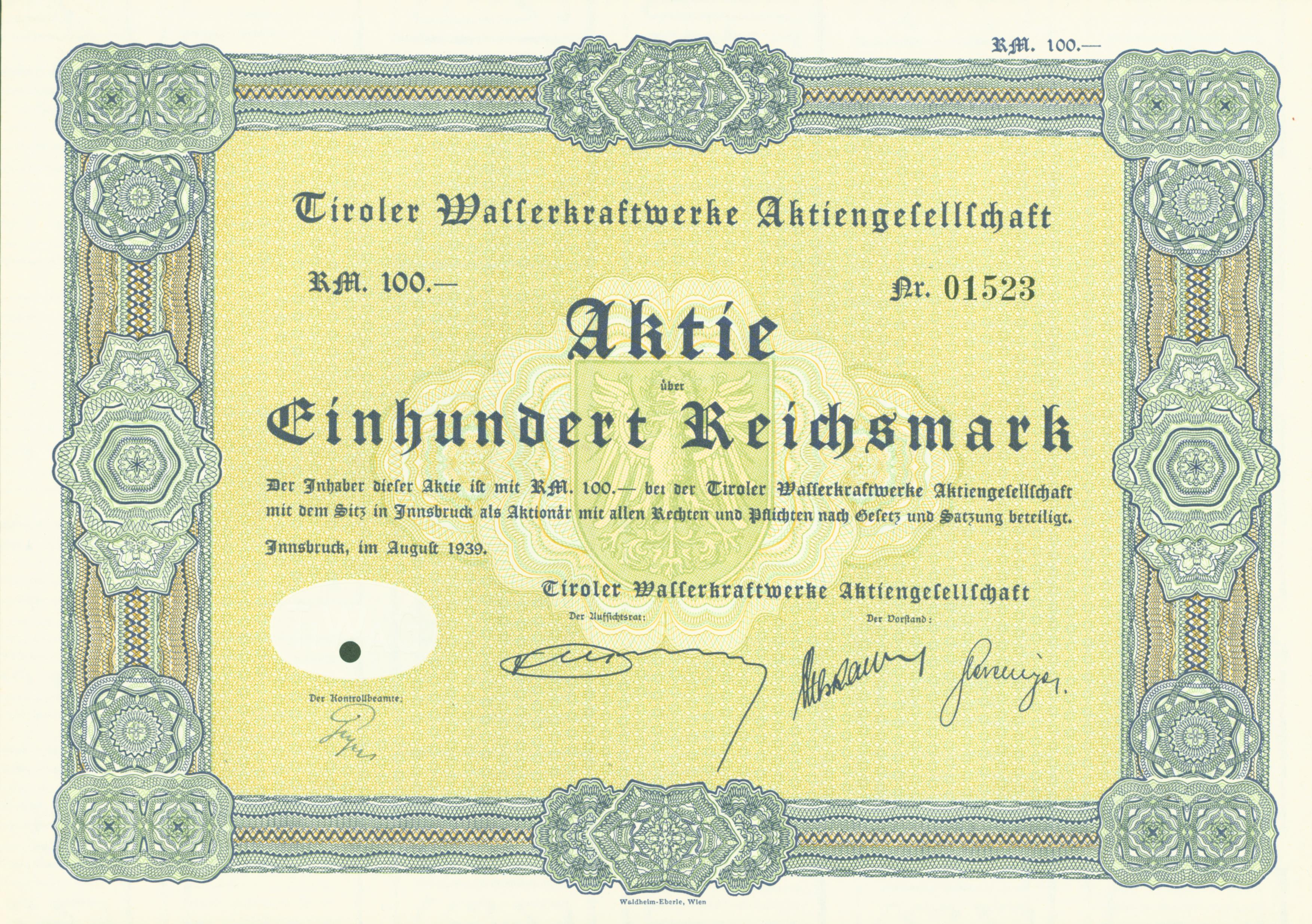
Aktie über 100 RM derTiroler Wasserkraftwerke AG vom August 1939

### Gründung
Nachdem die Stadt Innsbruck 1919 den Achensee vom Stift Fiecht gekauft hatte, gründete sie unter der Führung von Bürgermeister Anton Eder zusammen mit einem Bankenkonsortium und dem Land Tirol 1924 die Tiroler Wasserkraftwerke AG, in der die Stadt knapp die Hälfte der Aktien und zusammen mit dem Land die Mehrheit hielt. Neben der Stromversorgung übernahm das Unternehmen auch die Verwaltung verschiedener Vermögenswerte, die von der Stadtgemeinde Innsbruck eingebracht wurden. Dazu gehörten der 734,8 Hektar umfassende Grundbesitz, der Achensee samt Nutzungsrechten, sämtliche Pläne und Studien zum energiewirtschaftlichen Ausbau sowie die wasserrechtliche Baubewilligung aus dem Jahr 1923. Darüber hinaus gingen mehrere Immobilien in den Besitz der Tiwag über, darunter die Hotels „Fürstenhaus“ und „Seehof“, jeweils inklusive Nebengebäuden, Schiffs- und Badehütten. Ebenso erwarb die Tiwag das Fischereirecht, die Schifffahrtsberechtigung mit allen Werft- und Landungseinrichtungen sowie eine Flotte aus Motor- und Dampfschiffen. Zusätzlich übernahm die Tiwag die Aktien der Stadtgemeinde Innsbruck an der Achenseebahn.
Das erste Kraftwerk war das Achenseekraftwerk, das 1927 mit einer Leistung von 40 MW in Betrieb genommen wurde und damals das größte Speicherkraftwerk Österreichs war. In mehreren Ausbaustufen (1928 bis 1951) wurde durch die Überleitung von Wasser aus mehreren Bächen – wie der Dürrach, dem Ampelsbach und der Seeache – in den Achensee die für die Stromerzeugung nutzbare Wassermenge praktisch verdoppelt. Das ermöglichte die Installation von drei zusätzlichen Turbinen und Generatoren, wodurch die Gesamtleistung auf insgesamt 79 MW stieg.
Erste Verträge für die Stromversorgung ab 1927 nach der Fertigstellung des Achenseekraftwerks wurden bereits 1925 mit der ÖBB und den Stadtgemeinden Hall und Schwaz abgeschlossen. Zu den ersten Großkunden gehörte auch die Bayernwerke AG. In den folgenden Jahren weitete die Tiwag ihren Abnehmerkreis durch den Aufkauf kleinerer Elektrizitätswerke aus und baute zudem ihr Leitungsnetz weiter aus.
Im Jahr 1934 kam es zur Fusion mit der Zillertaler Kraftwerk AG.

### Zweiter Weltkrieg
Ab 1938 wurde die Tiwag schrittweise unter deutsche Kontrolle gestellt. Bereits seit den späten 1920er Jahren war Tirols Stromnetz mit Bayern verbunden, nach 1938 geriet Tiwag jedoch unter den direkten Einfluss der nationalsozialistischen Wirtschaftsplanung. Der deutsche Konzern VIAG begann Verhandlungen mit den Hauptaktionären – dem Land Tirol, der Stadt Innsbruck und der Creditanstalt – um die Mehrheit an Tiwag zu übernehmen. Während Land und Creditanstalt ihre Anteile abtraten, verlangte Innsbrucks damaliger Bürgermeister Egon Denz vorteilhafte Bedingungen. Nach monatelangen Verhandlungen verkaufte Innsbruck am 6. August 1938 seine Aktien mit einem 50-prozentigen Aufschlag an VIAG, wodurch Innsbruck 6,5 Millionen Reichsmark erhielt. Die VIAG übertrug die Anteile Anfang 1939 an die Alpen-Elektrowerke-AG (AEW), die bis 1941 98,3 % der Tiwag-Aktien hielt. Gleichzeitig wurden kleinere Elektrizitätswerke in Tirol in die deutsche Stromwirtschaft integriert. Die Führungsebene von Tiwag wurde nach nationalsozialistischen Vorgaben umstrukturiert. 1943 wurde die Firmenzentrale in Innsbruck durch Bomben zerstört und ins Hotel „Fürstenhof“ am Achensee in Pertisau verlegt. Nach Kriegsende kehrte das Unternehmen nach Innsbruck zurück.
Gleichzeitig wurde der Ausbau der Wasserkraft vorangetrieben, darunter Anlagen in Zillertal und Gerlostal. Die Westtiroler Wasserkraftwerke AG (WTK) wurde 1940 mit Beteiligung von RWE, AEW und dem Reichsgau Tirol-Vorarlberg gegründet, um insbesondere die Wasserkraft im Ötztal auszubauen. Aufgrund technischer und kriegsbedingter Schwierigkeiten kam es jedoch nur zu wenigen Fertigstellungen. 1941 ging das Innkraftwerk Kirchbichl in Betrieb, während viele andere Bauvorhaben, wie das Kraftwerk Haiming, unvollendet blieben. Parallel wurde das Leitungsnetz erweitert, um Tirol besser an das deutsche Stromnetz anzubinden. Eine 1938 errichtete Leitung versorgte die rüstungswichtige Aluminiumindustrie in Töging, eine weitere Verbindung nach Kaprun wurde erst nach Kriegsende 1946 fertiggestellt. Bis 1948 wurde das Gerloskraftwerk im Zillertal mit Unterstützung der AEW vollendet, wodurch Tirol an das österreichische Verbundnetz angeschlossen wurde.
Durch die Wiedereingliederung Osttirols in das Land Tirol übernahm die Tiwag zum 1. Jänner 1948 zudem die Versorgung des Bezirks Lienz.

### Verstaatlichung und Expansion
Die Elektrifizierung ländlicher Gebiete, insbesondere von Streusiedlungen, war mit hohen Kosten verbunden, weshalb Landesgesellschaften argumentierten, dass eine Übernahme der Gemeindewerke notwendig sei, um diese Kosten durch Erträge aus städtischen Elektrizitätswerken auszugleichen. Dies führte dazu, dass die Tiwag durch das Verstaatlichungsgesetz 1953 zur Landesgesellschaft Tirols wurde. Nach der Übernahme in Landesbesitz begann die Tiwag, die Strominfrastruktur auszubauen, neue Kraftwerke zu errichten und ihre Netze zu modernisieren, um die Stromversorgung zu stabilisieren.
Neue Kraftwerke entstanden in Imst und am Kalserbach in Osttirol. In den 1950er-Jahren stieg die Anzahl der Direktabnehmer sowie die bezogenen Strommengen durch Gemeinden. Grund für den Anstieg war unter anderem der Kohlemangel in den Nachkriegsjahren, wodurch die Nutzung von Elektroheizungen anstieg. Zur selben Zeit baute die Tiwag die Landwirtschaft als Absatzmarkt weiter aus, da aufgrund mangelnder Arbeitskräfte die Nachfrage nach elektrisch betriebenen Maschinen stieg.
Zwischen 1961 und 1965 errichtete die Tiwag das Kraftwerk Kaunertal mit einer Maximalleistung von 392 MW und dem dazugehörigen Speicher Gepatsch. Bis zum Bau der Maltakraftwerke im Jahr 1979 war es das größte Kraftwerk in Österreich.

### Ausbau der Wasserkraft
In den 1970er-Jahren begann die Planung der Kraftwerksgruppe Sellrain-Silz. Der Bau erfolgte von 1977 bis 1981 und umfasst ein Oberstufenkraftwerk (KW Kühtai) mit einer Leistung von 289 MW, die Unterstufe (KW Silz) mit einer Maximalleistung von 500 MW sowie dem Speicher Längental (3 Mio. m³ Fassungsvermögen) und dem höhergelegenen Jahresspeicher Finstertal (60 Mio. m³). Das Wasser für die Stromerzeugung stammt aus einem Einzugsgebiet von 139 km² mit 13 Bächen. Der 149 m hohe Steinschüttdamm des Finstertaler Stausees wurde zur dritthöchsten Talsperre Österreichs. Ebenso wurde zwischen 1984 und 1988 in Osttirol das Kraftwerk Amlach errichtet, das als Laufkraftwerk mit einem kleinen, naturnahen Speichersee (Speicher Tassenbach) konzipiert wurde und über eine Gesamtleistung von 60 MW verfügt.
In den 1980er-Jahren baute die Tiwag neben großen Wasserkraftwerken auch verstärkt den Bereich Kleinwasserkraft aus. Zuvor hatte das Unternehmen lediglich bestehende Kleinkraftwerke übernommen, darunter das Kraftwerk Alpbach (1947) und das unwirtschaftliche Kraftwerk Oberndorf (1909). 1980 errichtete Tiwag ihr kleinstes Kraftwerk in Grins. In den folgenden Jahren wurden fünf weitere Kleinkraftwerke in Nord- und Osttirol gebaut, darunter das Kraftwerk Urgbach (1986) und das „Zwillingskraftwerk“ Leiersbach (1988).
Ab den 1970er-Jahren wurde der Einfluss der Großwasserkraftwerke auf die Umwelt zunehmend kritisch hinterfragt. Die Debatte über den Umweltschutz im Kraftwerksbau intensivierte sich in Österreich besonders in den 1980er-Jahren, etwa durch die Proteste gegen das Donaukraftwerk Hainburg 1984. In den 1990er-Jahren führte Tiwag eine Bürgerbeteiligung beim Kraftwerksprojekt Sidanbach durch und das Kraftwerk wurde nach einer Volksbefragung 1994 umgesetzt.
Am 25. Juni 1999 wurde das Kraftwerk Langkampfen in Betrieb genommen, ein Laufkraftwerk, das das Wasser des Inn zur Stromerzeugung nutzt und eine Maschinenleistung von 32 MW aufweist.

### Ausbau seit 2000
2004 legte die Tiwag dem Land Tirol Pläne für die mögliche Errichtung von Wasserkraftwerken vor. Nach weiteren Überarbeitungen legte die Tiwag 2006 Pläne für den Aus- und Neubau von vier Kraftwerken vor, welcher von der Landesregierung angenommen wurde. Die Umsetzungen verzögerten sich jedoch aufgrund von Einsprüchen von Umweltschutzverbänden (siehe Abschnitte Projekte und Kritik).
Ab dem Jahr 2000 errichtete Tiwag zudem mehrere Kleinkraftwerke, darunter das ARA Seefeld, ein Abwasserkraftwerk, das erstmals in Österreich das 625 Meter hohe Gefälle zwischen Seefeld und dem Inntal zur Stromgewinnung nutzte. Mit einer jährlichen Produktion von 5,5 GWh Ökostrom ging es Ende 2003 in Betrieb. 2002 begann der Bau des Kraftwerks Navisbach im Wipptal, das mit einer Bruttofallhöhe von 265 m jährlich 16,1 GWh Strom erzeugt. Es wurde 2004 fertiggestellt. 2005 startete der Bau der Osttiroler Kleinkraftwerke Schwarzach und Dorferbach mit einer Leistung von 9,9 MW. Sie gingen 2007 bzw. 2006 in Betrieb. 2012 plante Tiwag eine Erweiterung des Kraftwerks Schwarzach mit einem zweiten Maschinensatz. Nach langen Verhandlungen begannen 2021 die Bauarbeiten, die 2023 abgeschlossen wurden, die Engpassleistung auf knapp 17 MW erhöhten und ökologische Ausgleichsmaßnahmen umfassten.

## Unternehmensprofil
Die Tiwag-Tiroler Wasserkraft AG ist eine Kapitalgesellschaft mit Sitz in Innsbruck und Muttergesellschaft des Tiwag-Konzerns. Sie befindet sich zu 100 % im Eigentum des Landes Tirol.
Der Konzern deckt die gesamte Wertschöpfungskette im Bereich Strom ab, darunter Kraftwerksbau, Stromerzeugung, Handel und reguliertes Netzgeschäft bis hin zum Endkundenmarkt. Im Jahr 2023 belief sich der Stromabsatz an Tarifkunden im Kernmarkt Tirol auf 3941 GWh. Im selben Jahr erwirtschaftete die Tiwag einen Umsatz von 2,29 Milliarden Euro und beschäftigte 1413 Mitarbeiter, davon 1196 Angestellte, 171 Arbeiter und 46 Lehrlinge. Geleitet wird die Tiwag durch die drei Vorstandsmitglieder Michael Kraxner, Thomas Gasser und Alexander Speckle.
Außerdem veröffentlicht die Tiwag im Zwei-Jahres-Rhythmus einen Nachhaltigkeitsbericht, der die ökologische, ökonomische und soziale Nachhaltigkeit laufender und abgeschlossener Tiwag-Projekte und -Maßnahmen erläutert.

### Leistungen und Geschäftsbereiche
Das Hauptgeschäft der Tiwag ist die operative Erzeugung von Strom, der Stromhandel sowie der Stromvertrieb. Unter die Erzeugung von Strom fällt auch der Kraftwerksbau. Diese Tätigkeiten sind in die Geschäftsfelder Strom unreguliert, Strom reguliert sowie Wärme und Gas gegliedert.
Zum Bereich Strom unreguliert gehören Kraftwerksbau, Energieerzeugung, Energiehandel sowie der Vertrieb. Der Geschäftsbereich Strom reguliert wird von der TINETZ-Tiroler Netze GmbH verantwortet. Sie ist unter anderem zuständig für technisches Kundenmanagement, die Systemführung der Netze, die Sekundärtechnik, die Anlagenführung der Netze sowie die Projektierung bzw. Konstruktion und Montage. Sie organisiert die Stromverteilung an über 250.000 Zählpunkte.
Der Bereich Wärme und Gas wird durch die Tigas-Wärme Tirol GmbH sowie die TIWAG-Next Energy Solutions GmbH (TINEXT) betrieben und umfasst das Geschäft mit Fernwärme sowie das Erdgasnetz. Die Tigas-Wärme Tirol bietet Energiedienstleistungen im Gas- und Wärmesegment an. Die TINEXT verantwortet außerdem die Bereiche Photovoltaik, Wasserstoff, Elektromobilität sowie moderne Energiesysteme.

## Verbundene Unternehmen und wesentliche Beteiligungen
Beteiligungen Stand 2024:
- Achenseeschiffahrt-GesmbH (ASG), Pertisau (100 %)
- TINETZ-Tiroler Netze GmbH, Thaur (100 %)
- Ökoenergie Tirol GmbH, Innsbruck (100 %)
- Tiqu-Tiroler Qualitätszentrum für Umwelt, Bau und Rohstoffe GmbH, Haiming (100 %)
- Tigas-Wärme Tirol GmbH, Innsbruck (100 %)
- TINEXT-Next Energy Solutions GmbH, Lienz (100 %)
- Tiwag Beteiligungs GmbH, Innsbruck (100,00 %)
- Gemeinschaftskraftwerk Inn GmbH, Landeck (86 %)
- Bioenergie Kufstein GmbH, Kufstein (50 %)
- Innsbrucker Kommunalbetriebe Aktiengesellschaft (IKB AG), Innsbruck (49,99 %)
- Südtirolgas AG, (49 %)
- Ötztaler Wasserkraftwerk GmbH (25 %)
- PVO GmbH (19 %)
- OeMAG Abwicklungsstelle für Ökostrom AG (12,6 %)
- Bayerngas GmbH, München (10 %)
- Bio-Energie Schlitters GmbH (48,78 %)
- Energie AG Oberösterreich (8,28 %)
- Verbund AG (8,22 %)
- EDA Energiewirtschaftlicher Datenaustausch GmbH (6,67 %)
- APCS Power Clearing and Settlement AG, Wien (5 %)
- Abwicklungsstelle für Energieprodukte AG (EXAA) (3,04 %)
- CISMO Clearing Integrated Services and Market Operations GmbH, Wien (2,50 %)
- AGGM Austrian Gas Grid Management AG, Wien (2 %)
- Verbund Hydro Power GmbH, Wien (0,22 %)

## Wichtige Kraftwerke

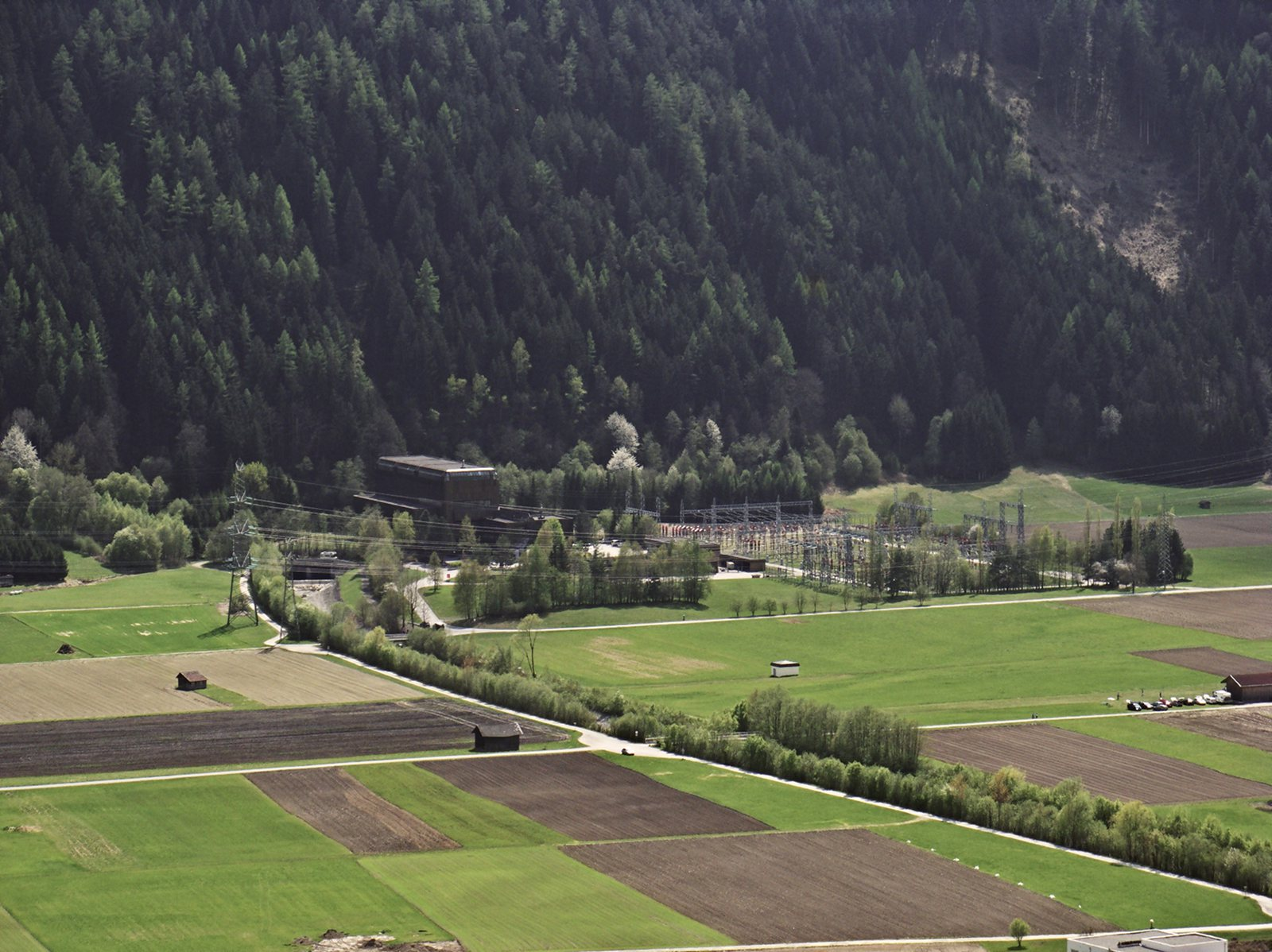
Kraftwerk Silz

Neben den großen (Wasser-)Kraftwerken (siehe Tabelle) gehören unter anderem mehrere Kleinwasserkraftwerke, Photovoltaikanlagen und Biomasseheizkraftwerke zum Kraftwerkspark der Tiwag.
| Kraftwerk                      | Typ                      | Ausbauleistung in MW | Regelarbeitsvermögen in GWh | Einzugsgebiet in km2 |
| ------------------------------ | ------------------------ | -------------------- | --------------------------- | -------------------- |
| Kraftwerksgruppe Sellrain-Silz | (Pump-)Speicherkraftwerk | 781                  | 531                         | 139                  |
| Kraftwerk Kaunertal            | Speicherkraftwerk        | 325–392              | 661                         | 279                  |
| Kraftwerk Imst                 | Laufkraftwerk            | 89                   | 550                         | 2992                 |
| Achenseekraftwerk              | Speicherkraftwerk        | 79                   | 219                         | 218                  |
| Gemeinschaftskraftwerk Inn     | Laufwasserkraftwerk      | 97,4                 | 448                         | 1960                 |
| Kraftwerk Amlach               | Laufkraftwerk            | 60                   | 219                         | 422                  |
| Kraftwerk Langkampfen          | Laufkraftwerk            | 32                   | 169                         | 9367                 |
| Kraftwerk Kirchbichl           | Laufkraftwerk            | 37,9                 | 163,9                       | 9310                 |
| Kraftwerk Kalserbach           | Laufkraftwerk            | 11,7                 | 61,4                        | 169                  |
| Kraftwerk Schwarzach           | Laufkraftwerk            | 16,9                 | 83                          | 289,7                |

## Projekte
2006 beschloss die Tiwag den Ausbau der bestehenden Anlagen Kaunertal und Sellrain-Silz sowie die Neubauten Malfon und Raneburg-Matrei. Die Basis für diese Pläne bildeten der einstimmige Beschluss der Tiroler Landesregierung und die positive Entschließung des Tiroler Landtages. Aufgrund von Einwendungen bezüglich der touristisch wertvollen Proseggklamm und des Steiner-Wasserfalls wurde das Kraftwerksvorhaben Raneburg-Matrei umgeplant und in Tauernbach-Gruben umbenannt. Nach diversen Vorarbeiten und mehreren Behördenverfahren begannen im Herbst 2023 die Bauarbeiten für das neue Kraftwerk in Tauernbach, wofür die Tiwag rund 160 Millionen Euro investiert. Nach sieben Monaten wurden die Vorarbeiten im Druckstollen vorzeitig abgeschlossen. Die Inbetriebnahme ist für 2026 geplant und der Strom soll direkt in der Region verbraucht werden. Die Anlage soll rund 85 GWh Strom produzieren, wodurch sie nach dem Kraftwerk Amlach das zweitleistungsstärkste Laufkraftwerk im Bezirk wird.
Im Sommer 2024 trennte die Tiwag das Erweiterungsprojekt Kaunertal in zwei Projektteile auf. Der erste Projektteil bezieht sich auf den Pumpspeicher Versetz, für den ein rechtskräftiger Teilbescheid angestrebt wird. Am 31. März 2025 reichte die Tiwag das Projekt Pumpspeicher Versetz zur Umweltverträglichkeitsprüfung ein. Das Projekt umfasst das Pumpspeicherkraftwerk Versetz, den Speicher Platzertal, Triebwasserwege, Erschließungstunnel sowie den Umbau der 220-kV-Schaltanlage in Prutz.
Mit Stand 2025 befindet sich das Erweiterungsprojekt Kühtai noch in Bau. Bei diesem Vorhaben wird seit 2021 im Kühtai, ergänzend zur bestehenden Kraftwerksgruppe Sellrain-Silz, ein zusätzliches Pumpspeicherkraftwerk (Kühtai 2) mit einer installierten Leistung von 190 MW, Überleitungen und der neue Speicher Kühtai errichtet. Die Inbetriebnahme ist für 2026 vorgesehen.
Seit Februar 2025 laufen die Vorarbeiten zum Projekt Innstufe Imst-Haiming. Hierbei handelt es sich um ein Ausleitungskraftwerk, das bereits abgearbeitetes Wasser des Inn aus den bestehenden Kraftwerken Gemeinschaftskraftwerk Inn, Kraftwerk Prutz sowie Kraftwerk Imst zur erneuten Stromgewinnung nutzt. Dafür wird das Triebwasser über einen 14 Kilometer langen Stollen von Imst nach Haiming geleitet, wo in einem Kavernenkraftwerk durch zwei Francis-Turbinen mit 43,5 MW Leistung pro Jahr rund 252 GWh Strom erzeugt werden.

## Kritik
Die Tiwag steht regelmäßig in der Kritik von Bürgerinitiativen, Oppositionspolitikern und Teilen der Bevölkerung, insbesondere in Bezug auf den Handel mit Atomstrom und das Cross-Border-Leasing ihrer Kraftwerke. Kritiker, darunter die ehemalige Bundessprecherin der Grünen und Nationalratsabgeordnete, Eva Glawischnig-Piesczek, werfen dem Unternehmen vor, mit Atomstromgeschäften rein profitorientiert zu handeln, obwohl „Tirol mehr Strom erzeugt als verbraucht“.
Das Cross-Border-Leasing (CBL), bei dem die Tiwag Kraftwerke an ausländische Finanzgesellschaften verkauft und sie anschließend zurückmietet, sorgt ebenfalls für Kontroversen und wird unter anderem vom Umweltaktivist Markus Wilhelm kritisiert. Während dieses Modell finanzielle Vorteile für die Tiwag bietet, bleibt es aufgrund von Geheimhaltungsvereinbarungen weitgehend intransparent. Für ausländische Investoren bringen solche Investitionen in manchen Ländern, etwa den USA, steuerliche Vorteile. Die Tiwag löste ab 2010 die CBL-Verträge auf und ab 2014 bestanden nur noch drei Verträge, die weniger als ein Drittel des ursprünglichen Gesamt-Transaktionsvolumens ergaben.
2006 ging die Tiwag gerichtlich gegen den Umweltaktivist Markus Wilhelm und seine Webseite „dietiwag.org“ vor, auf welcher unter anderem das Cross-Border-Leasing kritisierte und Verträge zwischen der Tiwag und US-amerikanischen Investoren veröffentlicht wurden. Die Tiwag beantragte eine einstweilige Verfügung gegen den Provider der Webseite um diese löschen zu lassen, diese wurde aber vom Landesgericht Innsbruck abgewiesen. Es wurde jedoch untersagt, das originale Tiwag-Logo auf der Webseite zu verwenden und es mussten fünf Textpassagen auf der Webseite gestrichen werden, die den Vorstandsvorsitzenden Bruno Wallnöfer betrafen. Für den angeblichen „Versuch, einen Kritiker mundtot zu machen“ (gemeint war Markus Wilhelm) wurde der Tiwag-Vorstandsvorsitzende mit dem Big Brother Award 2008 in der Kategorie Business und Finanzen ausgezeichnet. Auf der Seite der Big Brother Awards heißt es, die Tiwag ließ ein Detektivbüro 1000 Stunden gegen Wilhelm ermitteln.
Auch politische Einflussnahme wurde kritisiert, darunter Medienkooperationen mit den Tiroler Regionalmedien Oberländer Rundschau und Tiroler Woche. Nach Vorwürfen der Meinungsmanipulation und Veröffentlichung von Dokumenten der PR-Agentur Hofherr Communikation (später P8 Hofherr) durch die dietiwag.org ermittelte der Österreichische Ethik-Rat für Public Relations. Der Ethik-Rat kam zu dem Schluss, dass es aufgrund der Formulierungen in den Dokumenten von der Tiwag beabsichtigt gewesen sei, bezahlte Kooperationen nicht als solche zu kennzeichnen. Durch Gefälligkeitsberichterstattungen sollte der Leser getäuscht werden. Daraufhin wurde eine Mahnung gegen die PR-Agentur Hofherr Communikation ausgesprochen, die für die Formulierungen der veröffentlichten Dokumente verantwortlich war.
Außerdem gab es mehrere Korruptionsvorwürfe. Vor den Kaunertaler Gemeinderatswahlen – eines der Wahlthemen war der Ausbau des Gepatschspeichers – zahlte die Tiwag beispielsweise im März 2010 als „Sponsoring“ 40.000 Euro auf ein Sparbuch zu Gunsten des Kaunertaler Bürgermeisters Josef Raich ein. Vorwurf war, dass die Tiwag den Wahlkampf finanzierte, damit sich Raich im Gegenzug für den Ausbau des Kraftwerks in Kaunertal einsetzt. 2013 kam es ebenfalls zu einer Anzeige bei der Korruptionsstaatsanwaltschaft durch den Politiker Karl Öllinger. Dieser vermutete, dass die Tiwag am Wahlkampf der Tiroler Volkspartei und ihres Spitzenkandidaten Herwig van Staa beteiligt waren und durch ihre PR-Agentur ein Strategiepapier verfasst wurde. Die Tiwag wies die Vorwürfe als substanzlos zurück und erklärte, dass der Beratungsvertrag mit der PR-Agentur ausschließlich der Bewerbung von Wasserkraftprojekten diente.

### Kraftwerksbau
An der Tiwag wird kritisiert, dass sie mehrere Pumpspeicherkraftwerke plante. Kritik an solchen Anlagen ist unter anderem der damit verbundenen Eingriffe in unberührte Landschaften. Besonders das Ausbauprojekt des Kraftwerks Kaunertal, das seit 2006 umstritten ist, zog zahlreiche Umweltprüfungen und gerichtliche Verfahren nach sich. Der WWF bezeichnete diese als „eine der längsten Umweltprüfungen, die Österreich je hatte“.
Laut einer Umfrage des Grazer Meinungsforschungsinstituts GMK sind die Tiroler überwiegend für den Ausbau der Wasserkraft. Über ein Viertel der Befragten war gegen einen weiteren Ausbau, insbesondere die Bevölkerung der betroffenen Gemeinden. Darüber hinaus stoßen die Projekte auch regional regelmäßig auf Widerstand. In Tirol haben sich daher mehrere Bürgerinitiativen gegen den Ausverkauf von Landschaft und Wasser formiert, darunter das Aktionsbündnis Ötztal, die Bürgerinitiative Lebensraum Matrei und das Netzwerk Wasser Osttirol. Sie erhalten Unterstützung von Tourismusverbänden, dem Alpenverein sowie mehreren Gemeinden. Umweltorganisationen kritisieren, dass der wasserwirtschaftliche Rahmenplan der Tiwag gesetzlich dem Schutz und der Sanierung von Flüssen dienen müsste, nicht jedoch deren energiewirtschaftlicher Nutzung.